# Francia en la Edad Moderna
Francia en la Edad Moderna es un periodo de la historia de Francia que comprende desde mediados del siglo XV hasta el comienzo de la Revolución a finales del siglo XVIII (1792). En este periodo, Francia se organizó en torno a una monarquía absoluta.

## Antiguo Régimen en Francia
El término Antiguo Régimen (en francés, el Ancien Régime) se refiere principalmente al sistema aristocrático, social y político establecido en Francia desde el siglo XV al siglo XVIII. Las estructuras administrativas y sociales del Antiguo Régimen fueron el resultado de años de construcción estatal, actos legislativos (como la Ordenanza de Villers-Cotterêts), conflictos internos y guerras civiles, pero Francia continuó siendo un mosaico confuso de privilegios locales y diferencias históricas hasta que la Revolución Francesa trajo consigo una supresión radical de la incoherencia administrativa.
A mediados del siglo XV, Francia era significativamente menor que en la Edad Contemporánea, puesto que territorios que pertenecen a Francia, entonces eran dependencias de otros Estados, como Rosellón, Alta Cerdaña, Calais, Bearne, Baja Navarra, Foix, Montbéliard, Flandes francés, Saint-Pol, Artois, Lorena, Bar, Alsacia, Tres Obispados, Franco Condado de Borgoña, Saboya, Bresse, Bugey, Gex, Niza, Provenza, el Delfinado y Bretaña.  Había también enclaves extranjeros, como el Comtat Venaissin, Aviñón, Mandaure, el Principado de Orange y Salm-Salm. Además, ciertas provincias dentro de Francia eran dominios nobiliarios de familias importantes, como el Borbonés, Marche, Forez y Auvernia, en manos de la Casa de Borbón.
Desde finales del XV hasta el siglo XVII, Francia se embarcó en una expansión territorial masiva:
- Luis XI: Provenza (1482) y Delfinado (1461, bajo control francés desde 1349)
- Francisco I: Bretaña (1532) y Cominges (1540, bajo control de la corona desde 1453)
- Enrique II: Calais (1558), Trois-Évêchés (1552), Saluzzo (1549)
- Enrique IV: Bresse, Bugey, Gex y Valromey a cambio del Marquesado de Saluzzo (1601, Paz de Lyon); Condado de Foix (1607)
- Luis XIII: Béarn, Baja Navarra (1620), bajo control francés desde 1589 como parte de las posesiones personales de Enrique IV); Sedán y Raucourt-et-Flaba (1642).
- Luis XIV: parte de Alsacia (1648, Tratado de Westfalia); Artois, Rosellón, mitad norte de Cerdaña (1659, Tratado de los Pirineos); Longwy (1670); Franco Condado, Flandes francés y Rodemack (1678, Tratado de Nimega); (1679) la Decápolis Alsaciana;[3] Saarlouis (1680); Estasburgo (1681); valle del Ubaye (a cambio de ceder Bardonecchia, Casteldelfino, Fenestrelle, Oulx y Pragelato a Saboya) y el Principado de Orange (1713), Tratado de Utrech.
- Luis XV: Charolais, del Príncipe de Condé (1761) Lorena y Bar (1766), Córcega (1768)

Expansión territorial francesa 1552-1798.

Francia permaneció durante ese periodo como un rompecabezas de privilegios locales y diferencias históricas, y el poder arbitrario del monarca estaba limitado por las particularidades históricas y regionales. Las divisiones y prerrogativas administrativas, fiscales, legales, judiciales y eclesiásticas, se entrecruzaban frecuentemente (por ejemplo, los obispados y diócesis raramente coincidían con las divisiones administrativas). Ciertas provincias y ciudades habían ganado privilegios especiales (como tipos impositivos menores en la gabela, el impuesto de la sal). El sur de Francia estaba gobernado por la ley escrita adaptada del derecho romano, mientras que el norte lo estaba por el derecho consuetudinario (que en 1453 fue codificado de forma escrita).
Francia también se embarcó en la exploración, colonización, y los intercambios mercantiles con el continente americano. La Colonización francesa de América estableció Nueva Francia, Martinica, Guadalupe, Saint-Domingue y Guayana, también la India francesa, y establecimientos en el Océano Índico (Reunión), el Lejano Oriente, y algunos puestos comerciales en África.

## Historia política

### La formación de la monarquía autoritaria

Francia en 1477, a comienzos de la Edad Moderna.

Tras la muerte de Carlos VII en 1461, su hijo Luis XI prosiguió la política de su padre de limitar el poder de la nobleza, por ello se inició una revuelta feudal contra la autoridad real, la Liga del Bien público en 1465. A pesar de no obtener un triunfo sobre los rebeldes, emprendió acciones para recuperar su poder, lo que vino a chocar con las ambiciones expansionistas del duque de Borgoña Carlos el Temerario. A la muerte de este último en la Batalla de Nancy de 1477, Luis se apropió de gran parte de los territorios borgoñones ya que al agotarse la descendencia masculina revertía la apanage al dominio real, la paz llegó con el  Tratado de Arrás (1482), que permitió al rey francés permanecer en las tierras borgoñonas ya ocupadas y dejar los señoríos de los Países Bajos al archiduque Felipe de Habsburgo. La Corona llevó a cabo un esfuerzo para someter a la nobleza militar con cargos al servicio del rey, mejorar el sistema de tributación, lo que permitió contar con unos ingresos para crear un ejército permanente con artillería, lo que a su vez redundó en la reducción de la dependencia de las levas feudales, y además, la centralización administrativa requería que los militares apoyaran la labor de los oficiales de la administración y de justicia.
A la muerte de Luis XI, le sucedió su hijo Carlos VIII bajo la regencia de su hija Ana de Beaujeu, momento aprovechado por la nobleza para promover otra revuelta dirigida por Luis II de Orléans en contra de la regente, conocida como la guerra Loca (1485-1488). Su conclusión produjo el matrimonio de Carlos con la duquesa Ana de Bretaña en 1491, los que trajo al ducado en la órbita francesa, y supuso en la práctica, la extinción del último principado territorial autónomo a escapar del control de la Corona francesa.

### Las Guerras italianas
Una vez alcanzada la mayoría de edad en 1491, el rey francés Carlos VIII fue animado por el regente y gobernante de Milán, Ludovico Sforza, para que aprovechando los derechos angevinos al trono napolitano obtenidos tras el fallecimiento de Carlos V de Maine en 1481, expulsara del reino de Nápoles a los Trastámara, quienes podían desposeerle del poder que detentaba en Milán en nombre de su sobrino Gian Galeazzo Sforza.  Con vistas a salvaguardar su campaña en Italia, Carlos VIII hizo tratados de paz con sus vecinos: Étaples (1492) con Inglaterra, Barcelona (1493) con Aragón, y Senlis (1493) con los Habsburgo sobre Borgoña. Y en 1494 cruzó los Alpes y entró en Italia, comenzando un nuevo periodo en la historia de Francia y de Europa, las Guerras italianas.
En la Guerra italiana de 1494–98, las fuerzas francesas entraron en Italia prácticamente sin oposición, ya que los ejércitos de los condottieri y de las repúblicas urbanas no podían resistir. Carlos consiguió ser coronado rey de Nápoles, pero la oposición se organizó en la Liga de Venecia, y las derrotas francesas de Fornovo y Atella obligaron a Carlos a retirarse a Francia donde falleció en 1498. Este conflicto marcó el inicio de un nuevo periodo en las Guerras Anglo-Francesas: Inglaterra, apenas 19 años después de la Paz de Picquigny, volvió a enfrentarse a Francia como parte de la Liga Veneciana. Los reyes de Inglaterra continuarán reclamando el trono francés hasta el inicio del Siglo XIX.
El sucesor de Carlos, Luis XII, primo segundo de Luis XI, aprovechó la circunstancia de ser nieto de Valentina Visconti para reclamar el ducado de Milán. Los franceses pasaron los Alpes en agosto de 1499, y sin poder resistir Ludovico Sforza huyó y Luis XII fue reconocido duque de Milán. En 1500 Luis alcanzó en el Tratado de Granada un acuerdo con Fernando II de Aragón para dividir el reino Nápoles. En la Guerra de Nápoles (1501-1504), las tropas aragonesas y francesas se repartieron el reino, pero las desavenencias en la partición condujeron a una guerra entre Luis y Fernando. Las derrotas francesas en Ceriñola y Garellano provocaron la retirada francesa del reino de Nápoles pero aún se mantenían en Milán.
La Liga de Cambrai de 1508 inicialmente estaba enfocada a frenar el expansionismo de la República de Venecia, pero una vez alcanzado su propósito el papa pactó alianzas para expulsar a los franceses de Italia, y el rey francés respondió con la convocatoria de Conciliábulo de Pisa para deponer al papa Julio II. Sin embargo, el Papa respondió convocando el Concilio de Letrán V y formó una Santa Liga de Blois en octubre de 1511. A pesar de la victoria francesa en Rávena en abril de 1512, su general Gastón de Foix falleció durante la batalla, y asediado el reino francés por distintos enemigos, los franceses se vieron obligados a retirarse de Milán. Las derrotas francesas de Novara, Guinegate y Dijon hicieron capitular a Luis XII, que falleció el 1 de enero de 1515. Le sucedió su yerno Francisco I, que continuó las pretensiones sobre Milán. La victoria francesa en Marignano en septiembre de 1515 puso de nuevo Milán en manos del rey, y la paz llegó con el tratado de Bruselas de 1516. 
La elección del rey Carlos I de España como soberano del Sacro Imperio Romano, en detrimento de las aspiraciones del rey Francisco llevó a un colapso de las relaciones entre Francia y los Habsburgo. El rey francés, aprovechando la guerra de los comuneros, invadió España por Navarra pero fue derrotado por el emperador Carlos V pero la contraofensiva española resultó un éxito y la guerra se extendió en más frentes. A mediados de noviembre de 1521, las tropas imperiales tomaron Milán a los franceses, y las contraofensivas francesas en Lombardía fracasaron en Bicoca y Pavía, donde el rey francés fue capturado y se vio en cautiverio en Madrid. Allí Francisco se vio obligado a aceptar grandes concesiones sobre sus territorios italianos en el Tratado de Madrid (1526).

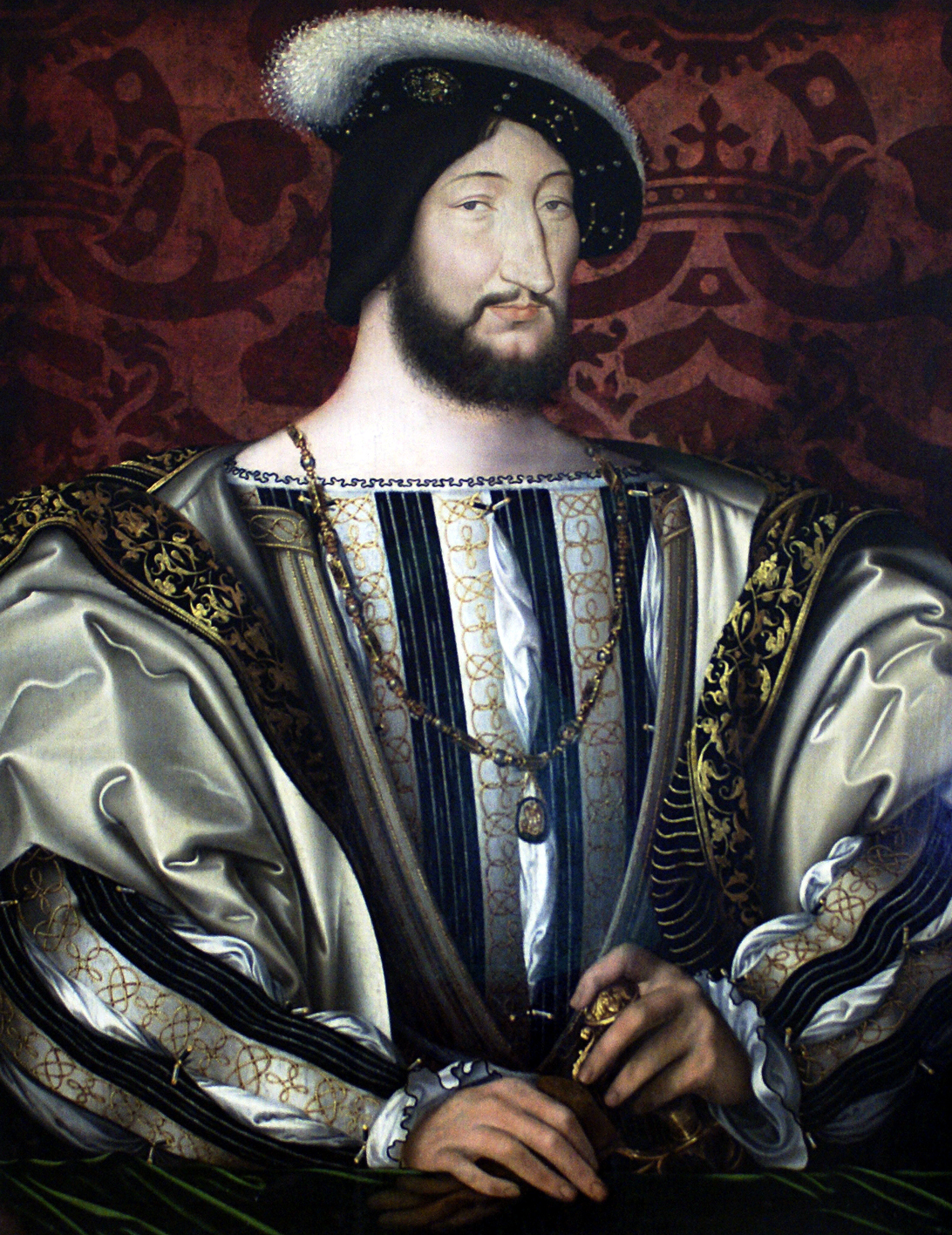
Francisco I por Jean Clouet

La victoria imperial en Italia motivó la constitución de la Liga de Cognac en la que estaba el papa Clemente VII. El ejército imperial saqueó Roma y las derrotas francesas en el asedio de Nápoles y en Landriano proujo la pacificación general en el Tratado de Barcelona (1529) y en la Paz de Cambrai y subsiguientemente el emperador Carlos fue coronado emperador. 
Las aspiraciones de Francisco en Italia prosiguió el conflicto. La Guerra italiana de 1536-1538 fue motivada por la sucesión de Lián al fallecer el duque Francisco II Sforza y que terminó por agotamiento de los contendientes en la Tregua de Niza. En la Guerra italiana de 1542-1546 la alianza franco-otomana se enfrentó a la alianza del emperador con la del rey Enrique VIII de Inglaterra, de modo que la victoria francesa en Cerisoles no supuso un avance en Lombardía al tener que afrontar el rey francés la invasión del norte de Francia. El agotamiento y la necesidad de fondos llevó a la pacificación en Crépy y Ardres. 
En 1547 falleció el rey Francisco I y le sucedió su hijo Enrique II. Enrique, que quería socavar el poder de la Casa de Austria en Europa, aprovechó la petición de alianza del duque de Parma Octavio Farnesio frente al emperador Carlos V, quien quería recuperar el ducado, para iniciar otra nueva guerra, la Guerra italiana de 1551-1559. Por el Tratado de Chambord se alió con los príncipes alemanes luteranos. Al principio Francia tuvo éxito en su ofensiva contra Lorena con la conquista de los Tres Obispados de Metz, Toul, Verdun, aseguradas con la victoria de Renty; y en Italia la guerra de trasladó a Siena, donde el intento de invasión francesa de Toscana en 1553 fracasó con su derrota en la batalla de Marciano (1554). El emperador negoció el fin de las actividades bélicas con la Paz de Augsburgo y la Tregua de Vaucelles para proceder a regular su abicación. En febrero de 1556 el emperador Carlos abdicó de sus reinos españoles en Felipe II y en septiembre dejó el gobierno del imperio en su hermano el rey de Romanos Fernando I. Sin embargo, la guerra se reactivó cuando el papa Paulo IV se alió con el rey de Francia para expulsar a los españoles de Italia. Mientras en Italia se imponían los ejércitos españoles, se activó el frente en Flandes, donde los franceses fueron derrotados en San Quintín en 1557. La pacificación general llegó con la paz de Cateau-Cambrésis (1559), en la que Enrique II renunciaba a la reclamación de sus derechos sobre los territorios italianos. Durante los festejos de celebración de la paz, una lanza atravesó el ojo de Enrique II, que murió poco después.

### Las Guerras de Religión
Los primeros problemas religiosos aparecieron bajo el reinado de Francisco I. A partir del Asunto de los Pasquines (1534) se inició comenzó la persecución de los protestantes, sancionado por  el Edicto de Fontainebleau (1540). Su hijo Enrique II prosiguió la persecución con la creación de un tribunal especial (Chambre Ardente) y la publicación de los edictos de Châteaubriant (1551) y el de Compiègne (1557). Sin embargo, desde mediados del siglo XVI se incrementó el número de calvinistas (hugonotes) en los ambientes urbanos y en las filas de la nobleza.
Con la muerte de Enrique II en 1559, su hijo Francisco II dejó el gobierno a la Casa de Guisa, al duque Francisco de Guisa y al cardenal de Lorena, firmes partidarios del catolicismo. Pero cuyo gobierno generó una oposición que desembocó en la Conjura de Amboise para secuestrar al rey. Ante eso y la creciente conflictividad en el reino entre católicos y hugonotes se buscó una vía de diálogo, pero entretanto, el rey falleció al cabo de diecisiete meses de reinado y le sucedió su hermano Carlos IX bajo la regencia de su madre Catalina de Médici. Pese al fracaso de la Conferencia de Poissy, la regente intentó poner freno a la conflictividad entre católicos y hugonotes con el Edicto de Saint-Germain (1562), que reconocía la tolerancia civil de los hugonotes. Sin embargo, unos meses después, la Masacre de Wassy propició la reacción protestante liderada por Luis de Borbón, príncipe de Condé, y el inicio de la primera guerra de religión (1562-1563). Solo la muerte del duque de Guisa se posibilitó una tregua en el Edicto de Amboise. Y para cimentar la misma y asegurar la lealtad de los nobles a la Corona, el rey Carlos IX fue declarado mayor de edad en agosto de 1563, pero su madre siguió manteniendo un papel destacado en la política del reino. 
La tensión entre católicos y hugonotes seguía latente, la revuelta calvinista en los Países Bajos el inicio de la guerra de los Ochenta Años produjeron el temor, en los hugonotes, que los españoles podrían ayudar a la reina madre para acabar con el protestantismo. La sorpresa de Meaux, en la que el príncipe de Condé intentó apoderarse de la familia real, y la matanza de católicos en Nîmes (Miguelada) provocaron que la reina madre abandonara la política de concordia y comenzara la segunda guerra de religión (1567–1568); y poco después la tercera guerra (1568-1570), debido al intento de detención del príncipe de Condé ordenado por la reina madre. Condé fallecería durante el curso de la guerra y el nuevo líder de los hugonotes, Gaspar de Coligny, firmó la Paz de Saint-Germain, que reinstauraba la libertad de conciencia y culto, y acordaba el matrimonio de la católica Margarita de Valois, hermana del rey, con el príncipe protestante Enrique de Borbón, rey de Navarra desde 1572. Coligny pasó a ganarse el favor del rey Carlos IX, en detrimento de su madre. 

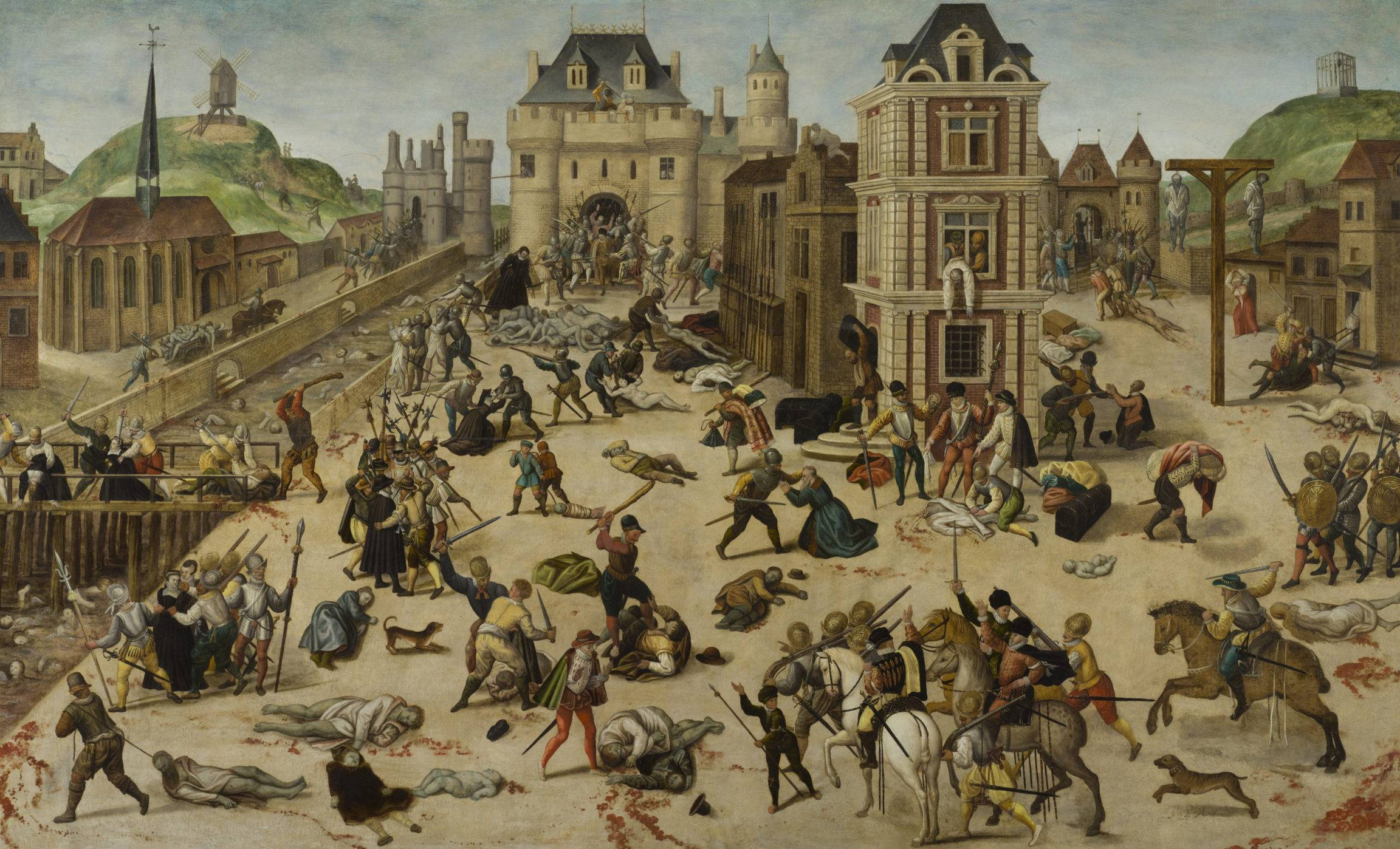
Masacre de la noche de San Bartolomé

La boda entre Enrique III de Navarra y Margarita de Valois reunió en París a la nobleza hugonote. El atentado frustrado contra Coligny creó un estado de hostilidad en la ciudad. La reina madre convenció al rey Carlos IX para eliminar a los cabecillas hugonotes. Y para evitar la reacción de los hugonotes, la noche del 23 al 24 de agosto de 1572 se inició en París la Matanza de San Bartolomé, en la que resultó muerto el propio Coligny, y que se extendió por las provincias. Fue el comienzo de la cuarta guerra de religión (1572-1573). La elección de Enrique de Anjou, hermano del rey, como rey de Polonia, fue lo que propició el fin de la guerra con el Edicto de Boulogne en julio de 1573, que reconocía el culto protestante en privado y solo en las ciudades de La Rochelle, Montauban y Nîmes.
Después de este éxito católico, surgió un movimiento católico descontento por el reforzamiento del poder real. Su objetivo era anular el poder de la reina madre e imponer a Francisco de Alençon, hermano del rey Carlos IX como heredero en vez de su otro hermano Enrique, rey de Polonia. La conjura de los malcontents fue descubierta, pero los hugonotes tomaron las armas comenzando la quinta guerra de religión (1574-1576). El rey Carlos IX falleció y le sucedió su hermano Enrique III. Ante las huidas de la corte de los príncipes supervivientes de la matanza de San Bartolomé (Enrique, príncipe de Condé y Enrique de Navarra) para liderar a los hugonotes, y la deserción de su hermano Francisco de Alençon; el nuevo rey, cercado en París, tuvo que capitular en el Edicto de Beaulieu, que hizo amplias concesiones a los hugonotes. Pero el duque Enrique de Guisa se opuso al acuerdo y logró constituir la Liga Católica. Y en los Estados Generales de Blois, el rey presionado por los católicos reemprendió una nueva guerra, la sexta (1577), tras la cual, el Edicto de Poitiers impuso restricciones sobre el Edicto de Beaulieu. El rey designó a su madre para que viajara por el reino para afianzar la paz definitiva, para lo que se estableció el Tratado de Nérac, que otorgaba a los hugonotes durante seis meses, catorce plazas de seguridad, pero pasado ese tiempo se negaron a devolverlas y comenzó la séptima guerra (1579-1580), finalizada con la Paz de Fleix.
En 1584 Francisco de Alençon falleció, de lo que resultó que el rey Enrique de Navarra, protestante, pasara a ocupar el primer lugar en la sucesión del rey Enrique III. Ante esta situación, el duque Enrique de Guisa firmó un pactó con el rey Felipe II de España en el tratado de Joinville para erradicar a los hugonotes. El rey tuvo que claudicar a la Liga Católica en el Edicto de Nemours, porque se prohibía el culto protestante e impedía que la sucesión recayera en Enrique de Navarra o en el príncipe de Condé. Con ello comenzó la octava guerra o la guerra de los tres Enriques (1584-1598). Las victorias de Guisa y su retorno a París provocaron la expulsión del rey de la ciudad en el Día de las barricadas (1588). El rey tuvo que capitular y convocar a los Estados Generales en Blois, donde asesinó a los Guisa. Ello provocó el que la Liga Católica formara un gobierno que no reconocía a Enrique III como rey y nombrara al duque de Mayena como Lugarteniente del Reino. Ante esto, Enrique III tuvo que aliarse con los hugonotes y reconocer como heredero a Enrique de Navarra.
En 1589 el rey fue asesinado y le sucedió Enrique de Navarra como Enrique IV. Por su parte la Liga Católica proclamó al cardenal Carlos de Borbón como rey, y prosiguieron la guerra con la ayuda española. El cardenal Carlos de Borbón falleció en 1590 y la Liga reunió unos Estados Generales en París para buscar un nuevo soberano. Ante esta situación, Enrique IV hizo pública su conversión al catolicismo, lo que aceleró su reconocimiento como rey. Declaró la guerra a España y tras la victoria en la batalla de Fontaine-Française (1595) sometió a la Liga Católica. La paz religiosa llegó en abril de 1598 con el Edicto de Nantes, por el que los hugonotes obtuvieron la libertad de conciencia, la libertad de culto limitada y la igualdad civil con los católicos, y la paz con España llegó apenas un mes después con la Paz de Vervins, por la que fue reconocido como rey de Francia.

### ElsigloXVII

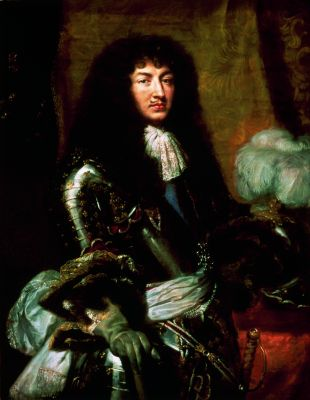
Luis XIV por Claude Lefèbvre

En 1594, el Rey de Navarra Enrique III se convirtió al catolicismo para asumir el trono francés, y fue coronado finalmente en la catedral de Chartres el 27 de febrero, entrando en París el 22 de marzo de ese mismo año, ya como Enrique IV de Francia. Los tronos de ambos reinos serían ocupados a partir de entonces por un mismo monarca. Durante su reinado se llevó a cabo una política de reconstrucción del reino tras las guerras de religión y de reforzamiento de la autoridad regia. Apuñalado por un fanático católico en 1610, le sucedió su hijo Luis XIII bajo una conflictiva regencia de su madre, María de Médici. En 1617 el rey asumió el poder y entre 1620-1629 procedió contra los hugonotes, liderados por el duque Enrique de Rohan. La paz de Alais suprimió sus derechos políticos y el desmantelamiento de sus fortalezas, pero mantenía la libertad de culto del edicto de Nantes. Unos años antes el Cardenal Richelieu ya era primer ministro, y desde su posición se encargó por un lado de debilitar el poder de la nobleza, y por otro de neutralizar a la casa de Habsburgo, entrando en la guerra de los Treinta Años en el bando protestante desde 1635. También se produjo en época de Luis XIII la ampliación territorial de Nueva Francia y el desarrollo de una marina de guerra. El cardenal Richelieu falleció en 1642, siendo sucedido por el Cardenal Mazarino. Meses después falleció el mismo rey, al que le sucedió su hijo Luis XIV bajo la regencia de Ana de Austria.
En 1648 la Paz de Westfalia supuso el fin de la guerra de los Treinta Años, pero la guerra franco-española proseguía. Los impuestos establecidos por el cardenal Mazarino fueron el detonante de unas revueltas conocidas como la Fronda, que pretendían limitar la autoridad del rey, pero finalmente la Fronda fue controlada por Mazarino. Y tras el tratado de los Pirineos (1659) y la muerte de Mazarino (1661), el rey asumió el gobierno directamente. Su reinado supuso el reforzamiento de la autoridad del monarca, y la realización de reformas administrativas y fiscales. Impuso su autoridad a los Parlamentos y a las provincias, derogó el Edicto de Nantes con el Edicto de Fontainebleau, aplicando sobre los hugonotes las dragonadas, y designó a Colbert para llevar a cabo a la mejora de la situación económica, lo que posibilitó la reforma del ejército, llevada a cabo por Louvois.
Con la muerte de Felipe IV de España en 1665, el rey de Francia emprendió una política expansiva que involucró a Francia en guerras europeas: la guerra de Devolución (1667–1668), la guerra de Holanda (1672–1678), la guerra de las Reuniones (1683-1684), la guerra de los Nueve Años (1688-1697) y la guerra de Sucesión Española (1701-1715). Fruto de estos conflictos, Francia expandió enormemente su territorio: Alsacia, Metz, Toul, Verdún, Rosellón, Artois, Flandes francés, Cambrai, el Franco Condado, Sarre y Henao. Además, también se incrementó el territorio colonial en América en el río Misisipi, estableciendo allí la Luisiana, más los establecimientos en la India. Sin embargo, el estado de guerra permanente llevada a cabo por Luis XIV situó al reino al borde de la bancarrota, lo que le obligó a establecer elevados impuestos.

### ElsigloXVIII

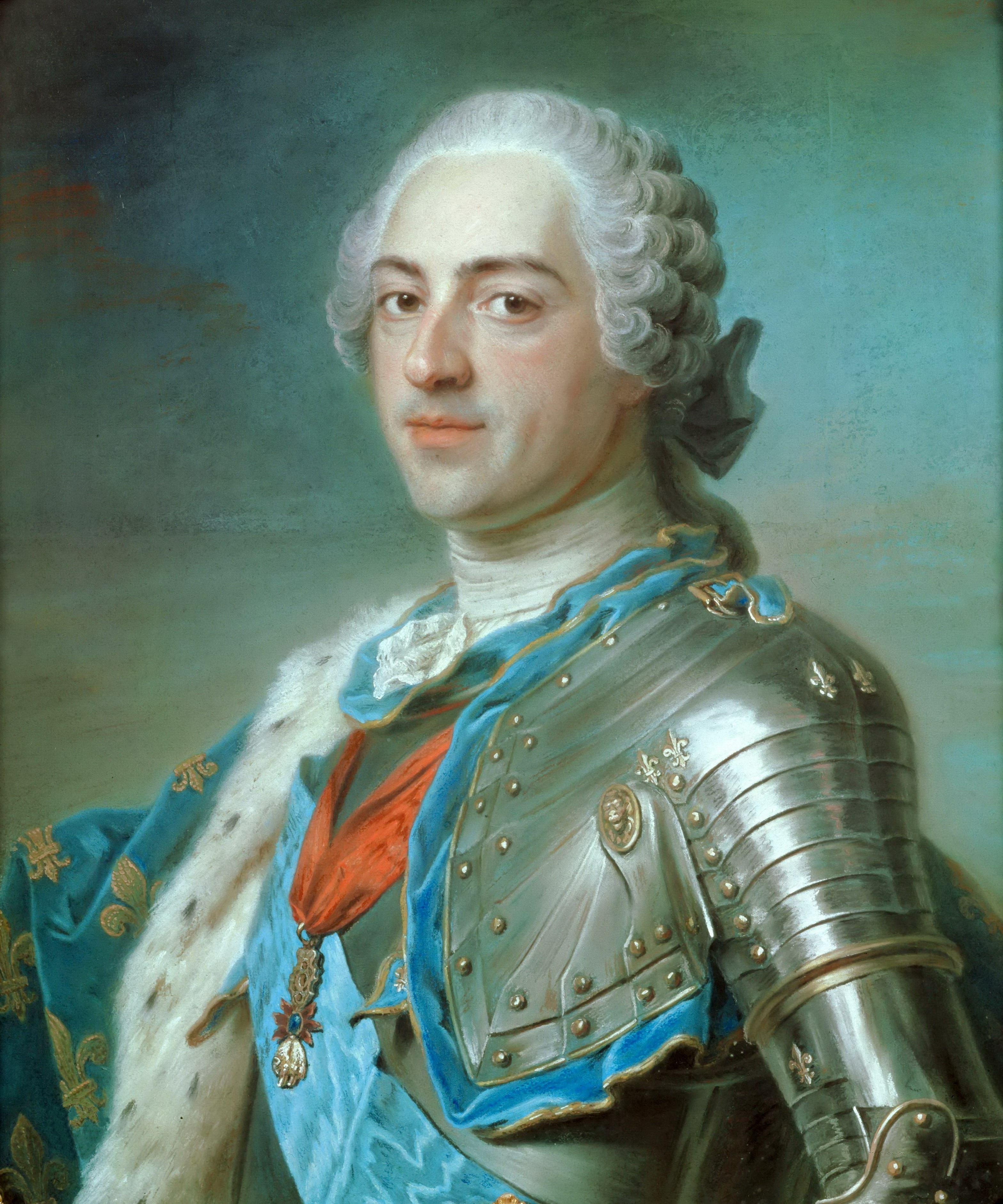
Luis XV por Maurice Quentin de La Tour

Luis XIV falleció en 1715 y le sucedió su bisnieto Luis XV. En los inicios de su reinado hubo un retorno a la paz y prosperidad bajo la regencia del duque Felipe II de Orleans (1715-1723) y el gobierno del cardenal Fleury (1726-1743). La popularidad del rey empezó a resentirse a partir de la guerra de sucesión austriaca (1740-1748), ya que Luis XV renunció aprovecharse de sus victorias sobre Austria, y por la presencia de las favoritas del rey, en especial Madame de Pompadour. En 1756 se produjo una reordenación de la diplomacia europea: Francia pasó a aliarse con su enemigo tradicional, los Habsburgo, para contrarrestar a Prusia y Gran Bretaña. En la guerra de los Siete Años (1756-1763), Francia perdió su imperio colonial en la India y América, aunque retuvo Saint-Domingue. Tras la derrota francesa el duque de Choiseul llevó un programa de recuperación del prestigio internacional de Francia. Con su cese en 1770, el triunvirato de Maupeou trató de reforzar la autoridad del rey con la reestructuración completa de las instituciones judiciales al suprimir los parlamentos, y establecer un sistema de justicia con oficiales asalariados nombrados por la corona; sin embargo, para evitar la bancarrota, hubo que aumentar la presión fiscal. A la muerte del rey en 1774 le sucedió su nieto Luis XVI.
Con el comienzo del reinado de Luis XVI, se cesó el triunvirato de Maupeou y bajo los auspicios de su ministro de Estado el conde de Maurepas los Parlamentos fueron restaurados, reconstituyendo así el más poderoso enemigo del poder del rey; y además, Francia intervino contra Gran Bretaña en la guerra de Independencia de los Estados Unidos para resarcirse de la derrota de la guerra de los Siete Años. Ante la catastrófica situación económica se plantearon reformas financieras que atacaban los privilegios señoriales, como el establecimiento de la igualdad fiscal. Sin embargo, los estamentos privilegiados y los Parlamentos se opusieron, y ante el intento de supresión de los Parlamentos, se sucedieron revueltas populares, y el 8 de agosto de 1788 fueron convocados los Estados Generales del Reino para mayo de 1789, en un periodo de malas cosechas en el que se sucedieron motines de trigo.
Tras la apertura de los Estados Generales, no se logró constituir la asamblea debido al bloqueo de los diputados del Tercer Estado para que el voto fuera por cabezas y no por estamentos, y que las deliberaciones fueran en común todos estamentos y no en cámaras separadas. Los diputados del Tercer Estado lograron atraer a su causa al clero, ya que predominaba el bajo clero secular. El 17 de junio los diputados del Tercer Estado y parte del clero se constituyeron en Asamblea Nacional, y el 19 de junio se adhirió todo el clero. El rey tuvo que ceder y permitir a la nobleza reunirse con el Tercer Estado y el clero el 27 de junio. El 9 de julio la Asamblea se reconstituyó a sí misma en Asamblea Nacional Constituyente, atribuyéndose un poder superior al del rey. La Revolución francesa había comenzado.

## Demografía
La Peste negra provocó la muerte de alrededor de un tercio de la población de Francia desde su aparición en 1348. Y dado que Francia estaba inmersa en la guerra de los Cien Años, no fue hasta comienzos del siglo XVI cuando el nivel poblacional alcanzó los niveles de mediados del siglo XIV. Con una población estimada de 11 millones de personas en 1400, 20 millones en el siglo XVII, y 28 millones en 1789, Francia fue hasta 1795 el país más poblado de Europa, incluso por delante de Rusia europea, y el tercer país más poblado del mundo, solo por detrás de China e India, aunque la ventaja demográfica francesa se fue desvaneciendo poco a poco después de 1700, ya que otros países crecieron más rápido.
Estos cambios demográficos también dieron lugar a un aumento masivo de la población urbana, aunque en conjunto, Francia seguía siendo un país profundamente rural. En torno al 1700, Francia abarcaba unos 520 000 km² y con una población de 22 millones de personas, de las que al menos el 96% de la población eran campesinos. París era una de las ciudades más pobladas de Europa (alrededor de 400 000 habitantes en 1550, 650 000 en el final del siglo XVIII). Otras grandes ciudades francesas fueron Lyon, Ruan, Burdeos, Toulouse y Marsella.
Estos siglos vieron varios periodos de epidemias y las malas cosechas debido a las guerras y el clima. Especialmente entre los años 1645 y 1715 ocurrió el Mínimo de Maunder como parte más fría de la llamada Pequeña Edad de Hielo. De este modo, entre 1693 y 1694, Francia perdió 6% de su población, y en el extremado duro invierno de 1709, Francia perdió 3,5% de su población. Desde entonces, ningún periodo ha sido tan proporcionalmente mortal para los franceses, incluidas las dos guerras mundiales.

## Economía

### ElsigloXV
La economía de Francia en el comienzo de la Edad Moderna se caracterizó por un fuerte incremento de la población y el desarrollo de la agricultura y la industria. Se expandió la producción de muchos productos agrícolas, también se produjo la introducción de nuevos productos originarios de Europa meridional; y también del Nuevo Mundo,. Sin embargo, la agricultura francesa permaneció estancada en las  técnicas medievales, produciendo rendimientos bajos y a pesar de que se aumentaran las tierras de cultivo, la máxima expansión agrícola se alcanzó pronto. La situación se tornó difícil después de la repetida pérdida de cosechas desde 1550 hacia adelante por el rigor del clima.
El desarrollo industrial se dirigió principalmente a la imprenta —que comenzó en 1470 en París y en 1473 en Lyon— y la metalurgia. La forja a alta temperatura y la minería tuvieron un importante desarrollo, aunque Francia se mantuvo en niveles bajos en ciertos metales, como el cobre, bronce, estaño y plomo, y se vio obligado a importarlos. La producción de seda —introducido en Tours en 1470 y Lyon en 1536— creó un mercado pujante, pero los productos franceses tuvieron una calidad inferior a los italianos. La producción de lana fue generalizada, como fue el de lino y cáñamo.
Después de París, Ruan era la segunda ciudad más grande de Francia (70 000 habitantes a mediados del siglo XVI), gracias a su actividad como una ciudad portuaria. Marsella fue el segundo puerto más importante, al beneficiarse de los acuerdos entre el reino de Francia y Solimán el Magnífico. Para aumentar la actividad marítima, Francisco I fundó El Havre en 1517. Otros puertos significativos fueron Tolón, Saint-Malo y La Rochelle.
Lyon fue el centro financiero y comercial de Francia. Las ferias comerciales tenían lugar cuatro veces al año y permitían la exportación de los productos franceses y la importación de productos extranjeros. En Lyon, además, tenían residencia las grandes firmas de banqueros, como los Médici y Fugger. Las rutas comerciales conectaban Lyon, París y Ruan con el resto del país. Bajo los reinados de Francisco I y Enrique II, la balanza comercial con España e Inglaterra estaba a favor de Francia; con los Países Bajos estaba aproximadamente en equilibrio, mientras que con respecto a Italia estaba en déficit. En las décadas que siguieron, la actividad marítima de los ingleses, los flamencos y holandeses entraron en conflicto con Francia y los mercados más importantes pasaron hacia el noroeste, provocando la crisis de Lyon como un centro comercial.
Debido a que la política exterior francesa estuvo enfocada durante la primera mitad del siglo XVI en la situación italiana en las guerras italianas, Francia llegó tardíamente a la exploración y la colonización de América. En 1524 Francisco I comenzó a patrocinar exploraciones del Nuevo Mundo como a Giovanni da Verrazzano y Jacques Cartier, Enrique II a  Nicolas Durand de Villegaignon que fundó la colonia de Francia Antártica cerca de Río de Janeiro. Posteriormente bajo el patrocinio de Gaspar de Coligny, René de Goulaine Laudonnière y Jean Ribault fundaron unas breves colonias en Florida (Charlesfort en Parris Island, y Fort Caroline en Jacksonville) para que se establecieran los hugonotes.
A mediados del siglo XVI el crecimiento demográfico y el aumento de la demanda de productos en Francia, concurrente con la superabundancia de oro y plata procedente de África y América, produjeron inflación y estancamiento de los salarios, pues por ejemplo el grano se convirtió en cinco veces más caro entre 1520-1600. Esto supuso el desplome del nivel de vida de muchos agricultores, especialmente los más afectados por la pérdida de las cosechas, aunque los propietarios de tierras y los comerciantes se enriquecieran. Esto condujo a un menor poder adquisitivo y la disminución de la actividad manufacturera. Esta crisis monetaria llevó a Francia a abandonar la libra como moneda circulante en favor del escudo y la prohibición de las monedas extranjeras. Al mismo tiempo las campañas militares de Francia en Italia y las guerras de religión requirieron una enorme cantidad de dinero en efectivo, que tuvo que ser financiada mediante impuestos, que recayeron principalmente en los campesinos.
Con las guerras de religión fue una época de crisis que coincidió con las malas cosechas y epidemias. Los beligerantes llevaron a cabo represalias contra sus respectivos enemigos. Prosperaron los ladrones y las ligas de autodefensa, cesó el transporte de mercancías, los campesinos huyeron a los bosques y abandonaron sus tierras, las ciudades fueron incendiadas.

### ElsigloXVII
Después de 1597, la situación económica de Francia y la mejora de la producción agrícola se vio facilitada por una mejoría del clima. Enrique IV con su ministro Maximilien de Béthune adoptó algunas reformas monetarias, como un mejor cuño y el retorno a la libra tornesa como moneda, la reducción de la deuda y de los impuestos que gravaban a los campesinos, la recompra de antiguas tierras reales que habían sido vendidas anteriormente, y la mejora de las carreteras y la construcción de canales y vías fluviales. Esto inició la filosofía del mercantilismo, que fue continuada por el Cardenal Richelieu, el cual, para frenar las importaciones, impulsó la colonización de la Nueva Francia.
En época de Luis XIV, su ministro de finanzas Jean-Baptiste Colbert utilizó el proteccionismo y el patronazgo del Estado sobre las fábricas para promover los productos de lujo. Esta inversión masiva en productos de lujo, y su cobertura a través de los primeros periódicos, como el Mercure Galant, hizo a Francia un papel de predominante en la moda europea. El Estado creó nuevas industrias como los reales tapices en Beauvais o las canteras de mármol francés), se hizo cargo de las ya existentes, protegió a los inventores y a los trabajadores de países extranjeros, y prohibió a los franceses emigrar. Para mantener las características de los productos franceses en los mercados extranjeros, Colbert fijó por la ley la calidad y las medidas de cada producto, y hacer castigar severamente las infracciones. Incapaz de abolir los impuestos de tránsito de mercancías de una provincia del reino a otra, Colbert hizo lo que pudo para persuadir a las provincias para igualarlos. Su régimen económico mejoró caminos y canales. Para alentar a las empresas, como la Compañía francesa de las Indias Orientales —fundada en 1664— Colbert garantizó privilegios especiales en el comercio como en Levante, Senegal o Guinea, para importar café, algodón, piel, pimienta y azúcar, pero ninguna de estas empresas llegó al éxito. Colbert alcanzó algunos importantes objetivos para la Marina Real Francesa: fue reconstruida en el arsenal de Tolón, fundó el puerto de Rochefort; las escuelas navales de Rochefort, Saint Malo, Dieppe; mandó fortificar con la ayuda de Vauban, diversos puertos, como los de Calais, Dunkerque, Brest y Le Havre. Sin embargo, la política económica de Colbert para promover el crecimiento económico y la creación de nuevas industrias no fueron un gran éxito, y Francia no alcanzó ningún tipo de revolución industrial durante el reinado de Luis XIV. De hecho gran parte de la campiña francesa durante este período se mantuvo pobre y superpoblado. La resistencia de los campesinos a adoptar la patata y otras innovaciones agrícolas, y la dependencia de los cultivos de cereales provocó hambrunas catastróficas repetidas mucho después de haber cesado en el resto de Europa occidental.
Las políticas económicas de Colbert fueron un pilar clave del rey Luis XIV con el fin de crear un fuerte estado centralizado y la promoción de la gloria del reino, en la que se incluía la construcción de Versalles, para ello Luis XIV creó varios sistemas tributarios adicionales, como un impuesto de capitación llamado dixième. Dado que la tributación era excesivamente elevada, esto provocó crisis financieras.
La revocación del Edicto de Nantes creó problemas económicos adicionales pues más de 200 000 hugonotes dejaron Francia para emigrar hacia Europa protestante, hacia América del Norte y el sur de África, muchos de ellos eran artesanos especializados con un buen nivel de instrucción. La expansión del francés como lingua franca en Europa y la modernización del ejército prusiano en el siglo XVIII fue mérito propio de los hugonotes.
Las guerras y las condiciones climáticas adversas llevaron a la economía al borde del abismo hacia final del siglo: el déficit nacional en 1683 era de unos 16 millones de libras, a principios del siglo XVIII se elevó a 750 millones de libras, entre 1708-1715 la deuda alcanzó 1,1 mil millones de libras. Para aumentar los ingresos del gobierno, la taille se incrementó, lo que aumentó los precios, al igual que los precios de asumir cargos administrativos. A esto hay que añadir que la situación en la que vivían la mayoría de los franceses, en su mayoría campesinos, era muy precaria por los efectos de la Pequeña Edad de Hielo, que causó malas cosechas con unos inviernos extremadamente fríos. Hubo revueltas campesinas y ataques a los convoyes de grano que iban dirigidos a las tropas que participaban en las guerras.

### ElsigloXVIII
Durante la primera década después de la muerte de Luis XIV comenzó una lenta recuperación económica y demográfica. Dado que las guerras de Luis XIV habían dejado el país escaso de metales preciosos para amonedar, John Law se encargó de crear un sistema basado en el papel moneda, pero produjo la bancarrota en 1720, ante la inflación y la existencia de una excesiva cantidad de papel moneda que no estaba respaldada por oro. Durante el gobierno del cardenal Fleury se estabilizó la moneda, revalorizando la libra y asegurando el crédito. 
Desde finales de los años treinta y principios de los cuarenta, y durante los siguientes treinta años, la población y la economía francesa tuvieron una fuerte expansión, solo superada por Gran Bretaña. La subida de los precios agrícolas fue muy rentable para los propietarios de tierras (la nobleza, el clero, la burguesía y los campesinos ricos), y también los artesanos y los arrendatarios sintieron el crecimiento, pero en menor medida. En la agricultura se introdujeron lentamente avances importantes como la rotación de cultivos y el uso de fertilizantes, comenzaron a introducirse en algunas partes de Francia, pero se requirieron varias generaciones para se introdujeran en todo el país. Y plantas procedentes del Nuevo Mundo, como la patata y el maíz, tuvieron una importante expansión y ayudaron a cambiar la dieta diaria.
Los sectores industriales más dinámicos de esta época fueron la minería, la metalurgia y textiles, a menudo gracias a los extranjeros como John Kay o John Holker, y la tecnología extranjera como la máquina vapor. A pesar de que la base económica del Estado seguía siendo  fuertemente mercantilista, proteccionista, intervencionista en la economía interna del país.
Los centros del comercio internacional del país fueron Lyon, Marsella, Nantes (el puerto más grande del país) y Burdeos, y estas dos últimas ciudades experimentando gran crecimiento debido a los intercambios con España y Portugal, con el comercio de tejidos; con América y las Antillas, con el comercio de café, azúcar, tabaco, algodón americano; y con África, con el comercio de esclavos.
En 1749 se promulgó un nuevo impuesto (Vingtième) con el fin de reducir el déficit, que se mantuvo vigente durante el resto del período del Antiguo Régimen. Esta tarifa se basaba exclusivamente en los ingresos (5% de las ganancias de la tierra, la propiedad, el comercio, la industria y las asignaciones oficiales), y aunque inicialmente incluía a todos los sujetos sin distinción de clase, el clero, los pays d'état y los Parlamentos se resistieron a su imposición 
Los últimos años del reinado de Luis XV vieron reveses económicos, ya que la guerra de los Siete Años (1756-1763) produjo un aumento de la deuda y la pérdida de las posesiones francesas en América del Norte. Y la economía entró en crisis en 1775, comenzando con el aumento de precios de los productos agrícolas durante 12 años (con graves consecuencias en 1777 y en 1786), que fue complicado con fenómenos climáticos adversos (los inviernos del periodo 1785-1789 fueron desastrosas).
Con el gobierno profundamente endeudado, Luis XVI permitió las reformas radicales de Turgot que atacaban los privilegios señoriales, pero las presiones de los estamentos privilegiados provocaron su cese. Los siguientes ministerios tampoco pudieron llevar a cabo las reformas de la supresión de las aduanas interiores, sustituir las corveas por prestaciones en dinero, someter a los privilegiados a los impuestos, o el establecimiento de asambleas provinciales para quitar las prerrogativas extrajudiciales a los Parlamentos. 
En las últimas décadas del siglo XVIII, las industrias francesas se continuaron desarrollando con la introducción de la mecanización, la creación de fábricas, fusiones y monopolios, pero este crecimiento se vio obstaculizado por la competencia con Inglaterra en textiles y algodón. Por otro lado, la especulación comercial francesa continuó desarrollándose, tanto a nivel nacional como internacional. Las Antillas representaban la principal fuente de azúcar y café, y se encontraban entre los mayores exportadores de esclavos a través de Nantes. París se convirtió en el mayor centro comercial y bancario francés, como Ámsterdam y Londres.
Ante los problemas de la agricultura y climatología de los años setenta y ochenta, la nobleza, la burguesía y los ricos terratenientes vieron sus ingresos afectados por la recesión, los más afectados en este período fueron las clases de obreros y campesinos, produciendo un aumento de la pobreza, con el subsiguiente aumentos de la delincuencia, y de mendicidad. 
La Revolución puso fin al desarrollo industrial francés, dejando a Francia muy por detrás de Gran Bretaña durante el siguiente medio siglo.